# Medicinbal

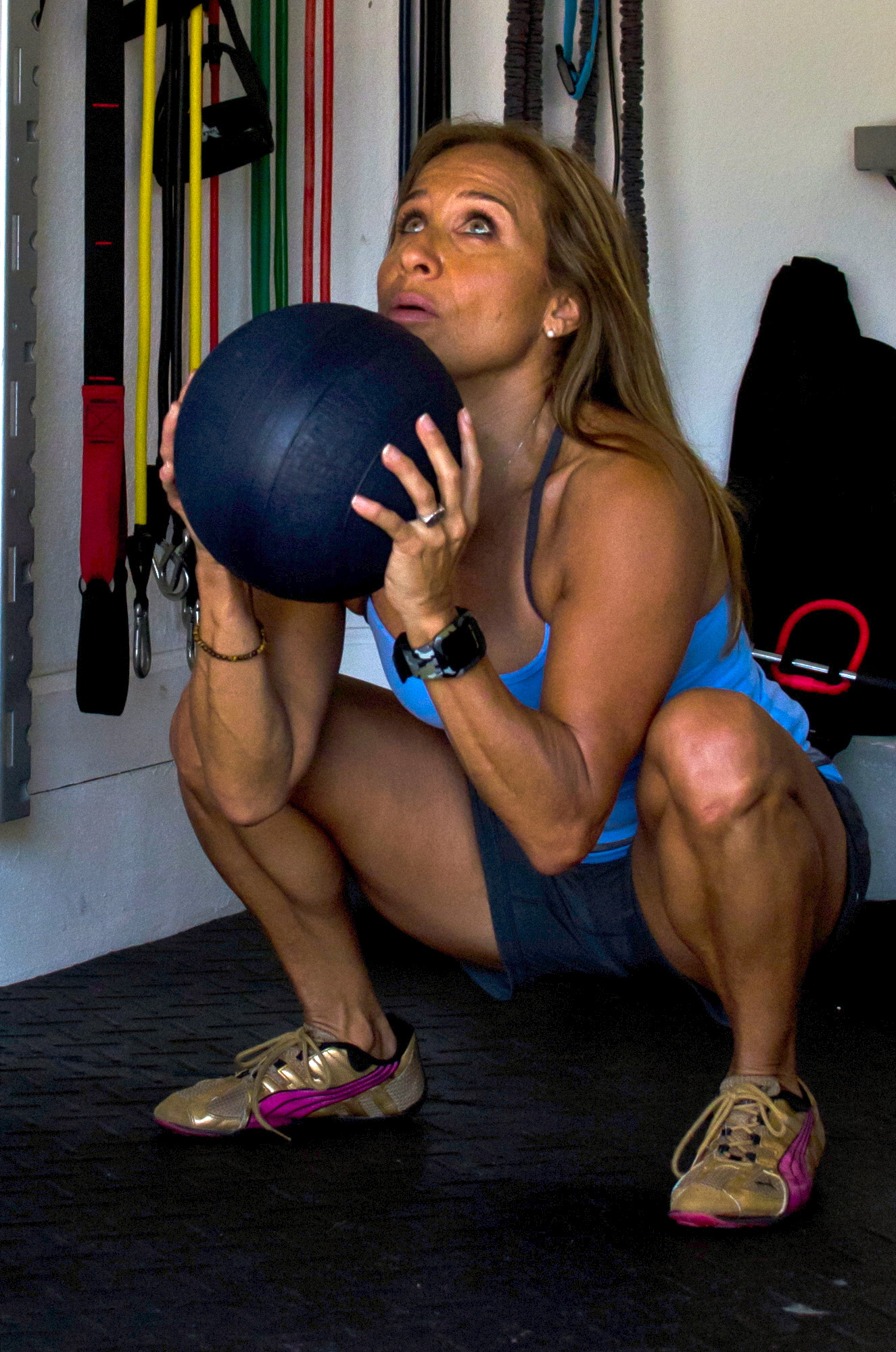
Cvičitelka při posilování s medicinbalem

Medicinbal je speciální těžký míč, který slouží zejména k lidskému posilování, respektive ke zvyšování fyzické kondice, a k rehabilitaci. Kromě speciálního tréninku se s medicinbalem hraje míčová hra s názvem hooverball, kterou vynalezl osobní lékař amerického prezidenta Herberta Hoovera ve 20. letech 20. století. 
Medicinbaly bývají vyráběny v různých velikostech a o různé hmotnosti, zpravidla od jednoho až do několika kilogramů. Původně
bývaly kožené, v současnosti se vyrábějí i z plastů resp. z umělé kůže. Vnitřek medicinbalu obvykle bývá vyplněn tak, aby se snížila jeho pružnost a zvýšila jeho tuhost.

## Etymologie slova
Název tohoto sportovního náčiní je akronym, který pochází z anglických slov medicine a ball. Anglické slovní spojení medicine ball znamená „léčebný míč“ nebo „medicínský míč“. V českých dokumentech a stránkách jsou hojně rozšířena pravopisně nesprávná foneticky podobná slova medicimbal a medicimbál, která pravděpodobně vznikla chybným odposlechnutím a nesprávnou domněnkou o složení z částí medi- a cimbál.